# 'Allo 'Allo!
 'Allo 'Allo! is een Britse komedieserie, uitgezonden op BBC tussen 1982 en 1992 met in totaal 85 afleveringen. De serie is deels als parodie op Secret Army bedacht en ontwikkeld door Jeremy Lloyd en David Croft, die ook de meeste afleveringen hebben geschreven. De hoofdrollen werden vertolkt door Gorden Kaye, Carmen Silvera, Vicki Michelle en Sue Hodge.
De serie staat bekend als een van de succesvolste Britse komedies aller tijden.

## Inhoud
In het op een bestaand Frans dorp gebaseerde plaatsje Nouvion woont René Artois (Gorden Kaye). Hij is de eigenaar van het plaatselijke café samen met zijn vrouw Edith (Carmen Silvera). Hij heeft buiten haar weten om relaties met allebei de serveersters van het café, Yvette en Maria. Later raken ze Maria kwijt en wordt zij vanaf seizoen vier vervangen door Mimi.
Het rustige leventje van René wordt op zijn kop gezet door het uitbreken van de Tweede Wereldoorlog. Zo goed en zo kwaad als het gaat probeert hij echter zijn oude leven voort te zetten, door de Duitsers te paaien met af en toe een gratis drankje en gratis "diensten" van zijn serveersters, in ruil voor moeilijk verkrijgbare artikelen zoals paraffine, suiker en boter. Om zijn positie bij de Duitsers nog wat te versterken tipt hij kolonel Von Strohm en diens assistent kapitein Hans Geering (in seizoen 4 vervangen door Alberto Bertorelli) dat er in het nabijgelegen kasteel een beroemd schilderij te vinden is: De gevallen Madonna met de grote bloemkolen (Engels: The Fallen Madonna with the Big Boobies), geschilderd door Van Clomp. De kolonel en de kapitein weten het schilderij in het geheim uit het kasteel te ontvreemden. Eigenlijk moeten ze het schilderij, net als de andere kostbaarheden van Nouvion, aan Hitler geven, maar ze willen het schilderij liever achterhouden zodat het kan dienen als oudedagsvoorziening wanneer ze na de oorlog met pensioen gaan. Daarom smeden ze samen met René een complot om het schilderij te verstoppen in een uitgeholde salami in de kelder van zijn café. Omdat de kolonel en de kapitein beiden Renés hulp nodig hebben om het schilderij uit handen van Hitler te houden, zien ze veel van hem door de vingers.
Rond dezelfde tijd raakt René tegen wil en dank betrokken bij de activiteiten van het Franse verzet, dat zijn café als uitvalsbasis gebruikt om twee neergehaalde Engelse piloten terug te smokkelen naar Engeland. René moet wel meewerken omdat het verzet hem anders dreigt om te brengen wegens het bedienen van Duitsers in zijn café. Het verzet installeert tevens een geheime radio onder het bed van Ediths moeder waarmee René contact kan houden met Londen. Dit onder de schuilnaam Nighthawk (nachtzwaluw). Agent Crabtree (Arthur Bostrom), een Engels geheim agent die denkt dat hij goed Frans spreekt, komt het verzet versterken vanaf seizoen 2. Het verzet krijgt ook hulp van de vervalser Monsieur Leclerc, en later ook van de plaatselijke begrafenisondernemer Monsieur Alphonse.
De situatie verslechtert nog meer voor René wanneer twee afgevaardigden van de Gestapo, Herr Otto Flick en zijn hulpje Von Smallhausen, naar Nouvion komen om De gevallen Madonna terug te vinden en een einde te maken aan het verzet. René is al snel hun hoofdverdachte. Aan het einde van het eerste seizoen wordt hij opgepakt en door de meedogenloze generaal Von Klinkerhoffen tot het vuurpeloton veroordeeld. Von Strohm en Geering proberen hem te helpen door de kogels van het vuurpeloton te vervangen door nepkogels, maar verwisselen de kogels dusdanig dat niemand meer zeker weet of er nu met echte of nepkogels geschoten wordt. René heeft geluk en wordt met de nepkogels neergeschoten waardoor hij het incident overleeft. Hij besluit van de verwarring gebruik te maken om zijn dood in scène te zetten. De rest van de serie gaat hij door het leven als zijn "tweelingbroer" (die toevallig ook René heet) zodat hij weer een nieuwe start kan maken.
Al met al bevindt René zich in een complexe situatie. Steeds terugkerende thema's in de serie zijn; het in handen krijgen van het schilderij (dat op de vreemdste plekken verstopt wordt en meerdere malen wordt vervalst om de Gestapo op het verkeerde been te zetten), de vele liefdesaffaires van René, de vaak bizarre en vergezochte pogingen van het verzet om de Britse piloten terug naar Engeland te smokkelen en de in scène gezette dood van René. Bij dit laatste punt komt dan ook nog eens dat Edith het testament van René heeft gevonden en, tegen zijn zin, alles erft zodat hij ook geen eigenaar meer is van zijn eigen café.

## Acteurs, hun rol en rolbeschrijving

### Café René
| Acteur                                                      | Personage               | Rol |
| ----------------------------------------------------------- | ----------------------- | --- |
| Gorden Kaye                                                 | René Artois             | Café-eigenaar en hoofdrolspeler. De centrale figuur in de serie, leidt elke aflevering in met een monoloog waarin hij (meestal onder het poleren van een glas) kort terugblikt op het gebeurde. Staat te boek als verzetsheld, een rol die hij veelal aan een reeks toevalligheden te danken heeft. Is in menig hachelijke situatie verzeild geraakt. Zo meenden de Duitsers hem al eens gefusilleerd te hebben, waarna hij als zijn tweelingbroer terugkeerde. Als stereotypering van de Fransman verkeert René niet zelden in onderonsjes met een van zijn serveersters. Bijna altijd worden de vrijpartijen onderbroken door zijn vrouw Edith, maar doorgaans voldoet een vergezocht excuus om Madame Edith weer gerust te stellen. Betrapt tijdens een van zijn escapades, reageert René steevast met: You stupid woman!, waarop een nadere uitleg volgt (meestal legt hij uit dat hij de serveerster in kwestie slechts aan het troosten was). Ook moest René eens in de rol van Heinrich Himmler kruipen. René mag zich verheugen op de bijzondere interesse van de homoseksuele luitenant Hubert Gruber, die zijn 'kleine tank' vaak voor het café parkeert. |
| Carmen Silvera                                              | Edith Melba Artois      | Vrouw van René. Ze is toondoof en derhalve zelf van mening dat ze een enorm muzikaal talent is. De in het café aanwezige personen vragen massaal om kaas als Madame Edith een van haar aria's inzet, maar niet als borrelhapje; de kaas wordt tot oordopjes gekneed. Na de in scène gezette dood van René wordt ze de nieuwe eigenaar van het café als "rijke weduwe", geholpen door "Renés tweelingbroer". De reden dat René bij Edith blijft is om het café, dat eigenlijk van hem is, te behouden. Aangezien hij nu de tweelingbroer is, is hij dus officieel niet meer de eigenaar van het café. Edith is moediger dan René. René tracht steeds de hachelijke situaties te vermijden of wil in eerste instantie de plannen van het verzet niet uitvoeren. Edith zal in veel gevallen de eerste stap toch zetten waardoor René wel moet meewerken. |
| Vicki Michelle                                              | Yvette Carte-Blanche    | Serveerster en maîtresse van René. Ze is de hoofdserveerster in het café. Ze heeft al vanaf aflevering 1 van de serie stiekem een relatie met René. Ze probeert hem dan ook vaak over te halen met haar weg te vluchten naar Zwitserland, maar René wil zijn café niet graag achterlaten. Telkens als ze alleen is met René begint ze met: Oh, Rrrrené. Madame Edith betrapt ze vaak samen en met het bekende You stupid woman! en een goede smoes weet René zich er altijd weer uit te redden. |
| Francesca Gonshaw                                           | Maria Recamier          | Serveerster en maîtresse van René. De kleine zwartharige 'met consumptie' sprekende serveerster, die net als haar collega een oogje op René heeft, maar voor omhelzingen met hem op een krukje moet staan. Ze heeft er geen weet van dat René een oogje heeft op Yvette en vraagt hem dan ook vaak om met haar weg te vluchten. In het derde seizoen van de serie wordt ze samen met de andere personeelsleden van het café tijdelijk opgesloten in een kamp. Ze onderneemt een ontsnappingspoging door zichzelf in een pakket naar het café te laten sturen. Echter, omdat ze er te weinig postzegels op had geplakt wordt het pakket teruggestuurd naar Zwitserland. Sindsdien is er niets meer van haar vernomen. Nadat René dit heeft gehoord steekt hij in het café een kaars aan voor Maria, maar hij blaast hem snel weer uit omdat het oorlog is en de kaarsen erg duur zijn. |
| Sue Hodge                                                   | Mimi Labonq             | Serveerster en maîtresse van René. De altijd strijdbare Mimi, wier strijdkracht haar lengte overschrijdt. Zij wordt door René aangenomen als nieuwe serveerster nadat Maria zichzelf per ongeluk naar Zwitserland heeft gestuurd. Ze is eigenlijk een lid van het Franse verzet en wil niets liever dan alle Duitse gasten in het café vergiftigen. Ook zij krijgt een relatie met René. Ze ontwikkelt een rivaliteit met Yvette, wat regelmatig leidt tot felle kibbelpartijen en soms zelfs een handgemeen. |
| Rose Hill                                                   | Madame Fanny La Fan     | De bedlegerige moeder van Edith. Bekend van haar uitspraken Edith! René! Ow, can nobody hear the cries of an old woman? en The flashing knobs!, refererend aan de knipperende knoppen op het bed, die oplichten als er een bericht uit Londen binnenkomt via de radio onder haar bed. Wordt niet zelden in bed aangetroffen met haar jeugdliefde Roger LeClerc. Later trouwt ze met diens broer, Ernest LeClerc. Ze is extreem anti-Duits en bespuugt doorgaans elke Duitser die het lef heeft zich in haar omgeving op te houden. Er mag worden gesteld dat zij in haar jongere jaren zich mocht verheugen op de bijzondere aandacht van veel mannen, getuige veel van haar uitspraken. Ze heeft Vincent van Gogh gekend en een schilderij van hem gekregen. Vaderlandslievend als zij is zingt ze in penibele situaties vastberaden La Marseillaise. |
| Jack Haig                                                   | Monsieur Roger Leclerc  | Vervalser van geld. Hij wordt geregeld bij zijn jeugdliefde Madame Fanny in bed aangetroffen. Meermalen heeft hij Madame Fanny en haar dochter Madame Edith op de piano begeleid tijdens een van hun voordrachten. Leclerc waant zich tevens een meester in vermommen. Wanneer hij zichzelf vermomd heeft en (hij denkt dat) niemand hem herkent, introduceert hij zichzelf altijd met het zinnetje It is I, Leclerc, waarbij hij even zijn bril van z'n neus tilt. |
| Derek Royle (seizoen 6) / Robin Parkinson (seizoen 7 tem 9) | Monsieur Ernest Leclerc | Vervalser en aanbidder van Madame Fanny. Na het plotse overlijden van acteur Jack Haig werd Roger Leclerc vervangen door zijn broer Ernest. Ernest had tot die tijd in de gevangenis gezeten. Toen Roger zijn broer in de gevangenis opzocht, ontdekte hij dat het eten daar veel beter was dan dat van Madame Edith. Omdat Ernest dat niet wil geloven, besluiten ze van plaats te ruilen. Verder is dit lood om oud ijzer; ook Ernest waant zichzelf een meestervermommer zonder dit te zijn, en ligt vaak in bed bij Madame Fanny, met wie hij uiteindelijk ook in het huwelijk treedt. In tegenstelling tot Roger kan Ernest Leclerc wel schilderijen vervalsen. Wanneer hij bij Madame Fanny in bed ligt en er een dubbelzinnig klinkende opmerking gemaakt wordt, vliegt hij vaak overeind met de zin: Did someone call?. |
| Kenneth Connor                                              | Monsieur Alphonse       | Aanbidder van Madame Edith. Begrafenisondernemer die zichzelf introduceert met Monsieur Alphonse, undertaker, swiftly and with style. Werd laat in het eerste seizoen geïntroduceerd na de in scène gezette dood van René. Hij heeft een zwak hart, een kwaal die hem met name in het bijzijn van de door hem begeerde Madame Edith opspeelt en die hij telkens meldt met het zinnetje Ooh, my dicky ticker. Als Michelle hem vertelt hoe belangrijk René voor het verzet is, zet Monsieur Alphonse zijn rivaliteit met René opzij en sluit zich aan bij het verzet. Hij ziet René als een echte held van Frankrijk. |

| Gordon Kaye       | René Artois                | 8 | 7 | 6 | 6 | 26 | 8 | 10 | 8 | 6 | 2 | 87 |
| Carmen Silvera    | Edith Artois               | 8 | 7 | 6 | 6 | 26 | 8 | 10 | 8 | 6 | 1 | 86 |
| Vicki Michelle    | Yvette Carte-Blanche       | 8 | 7 | 6 | 6 | 26 | 8 | 10 | 8 | 6 | 1 | 86 |
| Rose Hill         | Madame Fanny La Fan        | 8 | 7 | 6 | 6 | 22 | 8 | 8  | 8 | 4 |   | 77 |
| Jack Haig         | Monsieur Roger Leclerc     | 8 | 7 | 6 | 6 | 24 |   |    |   |   |   | 51 |
| Francesca Gonshaw | Maria Recamier             | 8 | 7 | 6 |   |    |   |    |   |   |   | 21 |
| Kenneth Connor    | Monsieur Alfonse           | 1 | 3 | 4 | 4 | 21 | 6 | 9  | 8 | 6 |   | 62 |
| Sue Hodge         | Mimi Labonq                |   |   |   | 4 | 26 | 8 | 10 | 8 | 6 | 1 | 63 |
| Derek Royle       | Monsieur Ernest Leclerc #1 |   |   |   |   |    | 8 |    |   |   |   | 8  |
| Robin Parkinson   | Monsieur Ernest Leclerc #2 |   |   |   |   |    |   | 10 | 8 | 4 | 1 | 23 |

Legenda
 = Hoofdrol
 = Bijrol
 = Gastrol
 = Geen rol
De pilootaflevering uit 1982 wordt bij seizoen 1 (uit 1984) geteld, de twee kerstspecials bij respectievelijk seizoen 2 en 8. De twee specials uit 1994 en 2007 zijn samengenomen onder 'Specials'.

### Duitse bezetters
| Acteur         | Personage                           | Rol |
| -------------- | ----------------------------------- | --- |
| Hilary Minster | Generaal Erich von Klinkerhoffen    | de bevelhebber van de Duitse soldaten in Nouvion, die vanuit een plaatselijk kasteel de streek commandeert. Hij is zeer direct en bijzonder streng tegenover zijn soldaten. Zo dreigt hij constant dat hij ze naar het front in Rusland zal sturen. Hij geeft ook totaal niet om kolonel Von Strohm en luitenant Gruber, iets dat blijkt als hij weigert hun losgeld te betalen nadat het communistische verzet hen heeft gevangen. Von Klinkerhoffen heeft alle invloed in het district, is zeer strijdlustig (vooral tegen het verzet en de Gestapo) en geeft alleen om zijn eigen hachje (hij wilde bijvoorbeeld Nouvion helemaal opblazen om het verzet te treffen en hij was van plan Hitler op te blazen omdat deze de hele oorlog liet mislukken). Verder is er niet veel bekend over de generaal, behalve dan dat hij gek is op vrouwen. Uiteindelijk zet hij net als de andere Duitsers zijn zinnen op de The fallen Madonna with the big boobies en op een Van Gogh uit Café René.                               |
| Richard Marner | Kolonel Kurt von Strohm             | de Duitse commandant van Nouvion. Het is zijn idee om het schilderij The fallen Madonna with the big boobies, door Van Klomp, niet aan Hitler te geven, maar zelf achter te houden om na de oorlog te kunnen verkopen. Hij is als de dood voor de Gestapo en voor generaal Von Klinkerhoffen. Samen met kapitein Geering is hij de enige van de Duitsers die weet dat Renés executie in scène gezet was. Hoewel de kolonel beweert dat hij René als een vriend ziet, bedreigt hij René (vanwege diens banden met het verzet) toch vaak met het vuurpeloton, zodat hij René voor zijn eigen zelfzuchtige plannetjes kan gebruiken. |
| Sam Kelly      | Kapitein Hans Geering               | speelt in seizoen 1 tot 4 de assistent van de kolonel. Hij zegt nooit heil Hitler! maar steevast ...tler! onder het brengen van de Hitlergroet. Wanneer zij allen in een kamp opgesloten zitten, slaagt hij erin te ontsnappen. Hij wordt echter door het verzet, dat hem voor een Engelsman houdt, naar Engeland verscheept. Hier komt hij in Londen terecht. In reeks 7, als René en Edith per ongeluk naar Engeland gevlogen zijn, blijkt hij gehersenspoeld te zijn en als tolk te werken voor de Engelse inlichtingendienst. |
| Guy Siner      | Luitenant Hubert Gruber             | een van de overige Duitsers in Nouvion. Al vanaf hun eerste kennismaking heeft hij een oogje op René. Het zit hem erg hoog dat hij René een keer heeft moeten fusilleren, en hij betuigt daarvan steeds zijn spijt. Dat René het schot heeft overleefd en nu doorgaat voor zijn eigen tweelingbroer (ook René geheten), is Gruber niet bekend. Gruber is erg trots op zijn pantserwagen of "Little tank". Gruber wordt later benoemd tot adjudant van generaal Von Klinkerhoffen. Hij raakt ook betrokken bij de plannen van de kolonel omdat hij, als voormalig kunststudent, de gestolen schilderijen meerdere malen vervalsen kan. Na het vertrek van Hans wordt hij op den duur de voornaamste handlanger van de kolonel. Verder speelt Hubert occasioneel op de piano van Café René. Anders dan bij Edith wordt Gruber wel geapprecieerd als zanger. Hoewel Gruber tijdens de oorlog zijn oog steeds op René liet vallen, is hij na de oorlog merkwaardigerwijze in het huwelijk getreden met soldaat Helga Geerhart. |
| Kim Hartman    | Soldaat Helga Geerhart              | Tegen wil en dank het liefje/slaafje van Herr Otto Flick, die meermalen de ietwat absurde wensen van haar minnaar moet inwilligen. Ze is in haar rol als secretaresse van kolonel Von Strohm bekend vanwege haar luidruchtige aankondiging van gasten. Ze kwam naar Nouvion als secretaresse van de kolonel maar kreeg in seizoen 1 de opdracht om de Gestapo en vooral Herr Flick te bespioneren. Ze doet zich voor als de helpster van Herr Flick maar helpt achter zijn rug om de kolonel en de kapitein. Wanneer Helga achter het plan om The fallen Madonna with the big boobies na de oorlog te verkopen komt, wil ze zelf ook een deel van het geld. Vaak gebruikt ze haar charme om bepaalde invloedrijke personen in te palmen, bijvoorbeeld generaal Von Klinkerhoffen, Herr Flick en kapitein Alberto Bertorelli. Tijdens seizoen 5 werd ze gepromoveerd tot onderkorporaal, maar raakte deze rang in seizoen 6 weer kwijt na de ontsnapping van de Britse piloten.                                             |
| Ken Morley     | Generaal Leopold von Flockenstuffen | de generaal van het nabijgelegen district en kennis van generaal Von Klinkerhoffen. In de vijfde reeks is hij een van de vele generaals die meewerken aan de plannen voor de Duitse invasie van het Verenigd Koninkrijk. In de laatste aflevering van de zesde reeks roept de kolonel Von Flockenstuffens hulp in als Von Klinkerhoffen een zenuwcrisis nabij is en heel Nouvion dreigt op te blazen. Von Flockenstuffen neemt een tijdje de leiding over maar begint de kolonel al snel te ergeren. Tot overmaat van ramp plant hij op eigen houtje een missie om Winston Churchill te ontvoeren. Uiteindelijk wordt hij uitgeschakeld door een bom in de kelder van René waarop hij door de vrijgekomen Von Klinkerhoffen gearresteerd wordt. Von Flockenstuffen heeft een oogje op luitenant Hubert Gruber. |

| Richard Marner | Kolonel Von Strohm         | 8 | 7 | 6 | 6 | 26 | 8 | 10 | 8 | 6 |   | 85 |
| Guy Siner      | Lt. Hubert Gruber          | 8 | 7 | 6 | 6 | 26 | 8 | 10 | 8 | 6 | 1 | 86 |
| Kim Hartman    | Helga Geerhart             | 8 | 7 | 6 | 6 | 25 | 8 | 10 | 8 | 6 |   | 84 |
| Sam Kelly      | Cpt. Hans Geering          | 8 | 7 | 6 | 2 |    |   | 1  |   |   |   | 24 |
| Hilary Minster | General von Klinkerhoffen  | 1 | 2 | 3 | 6 | 19 | 6 | 9  | 8 | 5 |   | 59 |
| Ken Morley     | General von Flockenstuffen |   |   |   |   | 3  | 1 | 2  |   |   |   | 6  |

### Gestapo
| Acteur                                    | Personage                 | Rol |
| ----------------------------------------- | ------------------------- | --- |
| Richard Gibson (reeks 1-8) / David Janson | Herr Otto Flick           | een meedogenloze officier van de Gestapo, en in de serie de peetzoon van Heinrich Himmler. Hij kwam naar Nouvion om The fallen Madonna with the big boobies op te sporen en het verzet uit te roeien. Hij ziet René als hoofdverdachte. Af en toe geeft hij Helga de toestemming om hem te kussen, maar daarbij houdt hij zich volledig stijf zonder enige emotie. In werkelijkheid is Herr Flick zoals hij zelf zegt "maar een gewoon jongetje dat eigenlijk niet zo meedogenloos en sterk in zijn schoenen staat als gebruikelijk bij de Gestapo". Hij ging bij de Gestapo om van zijn softie-imago af te komen. In seizoen 9 ondergaat hij plastische chirurgie in een poging aan de oprukkende geallieerden te ontkomen, wat uiteindelijk mislukt en hij in het café van René wordt gearresteerd. Herr Flick blijkt regelmatig vrouwenondergoed te dragen. |
| John Louis Mansi                          | Engelbert von Smallhausen | Het hulpje van Herr Flick. Hij moet altijd het werk doen waar Herr Flick geen zin in heeft of wat gevaarlijk is, zoals het uitschakelen van een Duitse bom. Hij loopt net zo mank als Herr Flick. Hij spreekt langzaam en lijzig. Erg slim is hij echter niet, en Herr Flick slaat hem hierom regelmatig. Wanneer hij in een aflevering onder hypnose gebracht wordt, en zijn volledige naam moet noemen, blijkt hij geen Engelbert, maar Bobby Cedric te heten. |

| Richard Gibson   | Herr Otto Flick #1        | 8 | 7 | 6 | 6 | 25 | 8 | 10 | 8     |   |  | 79 |
| John Louis Mansi | Engelbert von Smallhausen |   | 2 | 4 | 5 | 19 | 8 | 10 | 8     | 6 |  | 62 |
| David Janson     | Herr Otto Flick #2        |   |   |   |   |    |   |    | 1 (*) | 6 |  | 7  |

(*) Janson speelde in seizoen 8 ook een andere rol.

### Verzet
| Acteur         | Personage        | Rol |
| -------------- | ---------------- | --- |
| Kirsten Cooke  | Michelle Dubois  | leider van het Franse Gaullistische verzet. Verschaft zichzelf via een raam toegang tot de kamer achter het café als zij René weer eens nodig heeft bij een van haar plannen, vaak om de Britse piloten huiswaarts te laten keren. Haar eerste woorden zijn altijd: Listen very carefully, I shall say this only once, waarschijnlijk de bekendste oneliner uit de serie. In tegenstelling tot de meeste andere vrouwen in de serie heeft Michelle geen relatie met René. Ze doet wel een keer alsof ze van hem houdt, maar dat is puur om hem te betrekken bij een van haar plannen. Vaak genoeg bedreigt ze René ook, zodat hij doet wat zij wil. |
| Moira Foot     | Denise Laroque   | leider van het Franse communistische verzet. Een oude jeugdliefde van René die hem enkele malen wil dwingen met haar te trouwen en waar René zoals gebruikelijk met enig geluk weer onderuit komt. |
| Carole Ashby   | Louise           | leider van het Franse communistische verzet vanaf eind seizoen 5. Ook zij werd verliefd op René. |
| Arthur Bostrom | Officer Crabtree | 'Franse' politieagent. Is een Engelse undercoveragent die doorgaat voor een gewone Franse politieagent, maar die gebrekkig "Frans" spreekt. Hij creëert een komisch effect door gewone woorden met andere klinkers uit te spreken. Hij komt altijd het café binnen met Good moaning! (vertaald: Goed kreunen, in plaats van Good morning.) Ondanks zijn gebrekkige "Frans" doorzien de Duitsers zijn vermomming nooit. Later in de serie blijken de meeste Britse spionnen net zo slecht "Frans" te spreken. Eigenlijk is het geen slecht Frans maar slecht Engels. Maar het moet doorgaan voor Frans.                                              |

| Kirsten Cooke  | Michelle Dubois  | 8 | 7 | 6 | 6 | 24 | 8 | 9  | 8 | 6 | 1 | 83 |
| Arthur Bostrom | Officer Crabtree |   | 4 | 6 | 6 | 26 | 8 | 10 | 8 | 6 | 1 | 75 |
| Carole Ashby   | Louise           |   |   |   |   | 9  | 1 | 1  | 3 | 2 |   | 16 |
| Moira Foot     | Denise Laroque   |   |   |   |   | 9  |   |    |   |   |   | 9  |

### Anderen
| Acteur                                              | Personage                   | Rol |
| --------------------------------------------------- | --------------------------- | --- |
| John D. Collins                                     | Gavin Fairfax               | Een Britse piloot die tezamen met Bumbly Carstairs in Frankrijk is neergestort. Hij zit bijna de hele serie bij Café René ondergedoken. Alle (meestal krankzinnige en vergezochte) plannetjes die het verzet heeft om ze terug naar Engeland te laten ontsnappen mislukken steevast. Ze spreken geen woord Frans en hebben dus vaak geen idee wat er gebeurt. Ze zitten in de meest benauwde plaatsen zoals de kast op de kamer van Fanny en in het kippenhok, meestal in een rare vermomming. Uiteindelijk ontsnappen ze door zich te verkleden als octopussen en Het Kanaal over te zwemmen. Ze worden opgevist door een Engelse vissersboot. In de laatste aflevering keren ze terug, na bij de Geallieerde invasie opnieuw neergehaald te zijn. |
| Nicholas Frankau                                    | Bumbly Carstairs            | Britse neergestorte piloot die hetzelfde lot ondergaat als Gavin Fairfax. |
| Gavin Richards (reeks 4-6) / Roger Kitter (reeks 7) | Kapitein Alberto Bertorelli | speelt een Italiaans kapitein zonder veel gezag. Hij neemt vanaf seizoen 4 de rol als assistent van kolonel Von Strohm over, omdat een Italiaanse divisie mee zal vechten in de op handen zijnde invasie van Engeland. Zodra de Duitse soldaten Heil Hitler roepen, schreeuwt kapitein Bertorelli steevast Heil Mussolini, dit tot grote ergernis van generaal Von Klinkerhoffen. Ook Helga en kolonel Von Strohm zien hem niet zo zitten en noemen hem achter zijn rug om steevast die spaghettivreter. Geen vrouw is veilig voor Bertorelli, en zelfs Madame Edith (die bjoetifoel-laaidie) kan op de bewondering van Bertorelli rekenen, maar dan vooral omdat hij op haar café uit is. Hij heeft ook zijn eigen groepje soldaten dat eigenlijk meer op de vrouwen let dan op het welzijn en respect van hun kapitein. Wanneer hij een blunder maakt - en dat komt regelmatig voor - slaakt hij altijd de kreet What a mistake-a to make-a! Uiteindelijk verdwijnt hij uit de serie vanaf seizoen 8, omdat Italië tegen die tijd de oorlog verlaten heeft. |

| John D. Collins  | Gavin Fairfax              | 8 | 7 | 6 | 6 | 20 | 7 | 9  |  | 1 | 1 | 65 |
| Nicholas Frankau | Bumbly Carstairs           | 8 | 7 | 6 | 6 | 20 | 7 | 9  |  | 1 | 1 | 65 |
| Gavin Richards   | Cpt. Alberto Bertorelli #1 |   |   |   | 4 | 21 | 8 |    |  |   |   | 33 |
| Roger Kitter     | Cpt. Alberto Bertorelli #2 |   |   |   |   |    |   | 10 |  |   |   | 10 |

## Achtergrond

### Productie
De pilotaflevering van de serie werd opgenomen in 1982, waarna een eerste seizoen van zeven afleveringen werd gemaakt. De serie werd aanvankelijk negatief ontvangen door de critici (die het onder andere ongepast vonden een komische serie te maken over iets ernstigs als de Tweede Wereldoorlog), maar de kijkcijfers waren vanaf het begin zeer hoog. Behalve in het Verenigd Koninkrijk was de serie onder meer een groot succes in Nederland (uitgezonden door de TROS, later door RTL 5 en RTL 7), België (uitgezonden door de VRT, later door CAZ), Frankrijk, Amerika en Australië. De serie wordt nog vaak heruitgezonden, en is ondertussen zoals heel wat andere televisieseries ook op dvd verschenen. De serie werd aanvankelijk geschreven door de bedenkers Jeremy Lloyd en David Croft. Croft was ook betrokken bij de regie en de productie.
In tegenstelling tot veel andere series had  'Allo 'Allo! een verhaallijn die van aflevering op aflevering doorliep, in plaats van dat elke aflevering een apart verhaal was. Daardoor was het noodzakelijk om elke aflevering te zien om het verhaal goed te kunnen volgen. Wel vertelde René elke aflevering aan het publiek een samenvatting van de vorige aflevering voor diegenen die een aflevering hadden gemist.
Vanwege het succes van de serie, kregen de producers vanaf seizoen 3 een beduidend groter budget. Dit stelde hen in staat om grotere rekwisieten zoals stoomvoertuigen en vliegtuigen te gebruiken in de serie, en om grotere sets te bouwen voor de opnames.
Seizoen 5 bestond uit 26 afleveringen; een uitzonderlijk hoog aantal voor een Britse komedieserie. Dit werd gedaan omdat de serie mogelijk ook uitgezonden zou gaan worden in Amerika. Dat gebeurde uiteindelijk niet. Twee afleveringen van deze reeks werden ook niet door Lloyd en Croft geschreven.
Op 25 januari 1990 liep acteur Gorden Kaye zwaar hoofdletsel op toen door een storm een stuk hout de ruit van zijn auto doorboorde en hem raakte. Hij belandde in kritieke toestand in het ziekenhuis en het was niet zeker of hij voldoende zou herstellen om weer te gaan acteren. Kaye dacht dat het beter zou zijn als de serie zou stoppen, maar Jeremy Lloyd kon hem overtuigen toch door te gaan met de serie. Uiteindelijk herstelde hij volledig en konden de opnames worden hervat. Vanaf die tijd werkte David Croft niet meer mee aan de serie, en werd hij voor het schrijfwerk vervangen door Paul Adam.
Er werden twee kerstspecials gemaakt van de serie, in 1985 en in 1991. Beide duren 45 minuten.
Hoewel de serie is gestopt in december 1992, werd op 28 april 2007 eenmalig een reüniespecial uitgezonden door de BBC. Een groot deel van de nog levende acteurs keerde terug in deze uitzending, waarin herinneringen werden opgehaald. De anderhalf uur durende aflevering bevat ook een verhaallijn; de Duitsers zijn inmiddels verdwenen en René schrijft zijn memoires. Deze scènes werden voor een live-publiek opgenomen.
De opnames vonden voornamelijk plaats bij Lynford Hall, te Norfolk, in het Verenigd Koninkrijk. Dit kasteel is gebouwd naar voorbeeld van een Frans kasteel, en was daardoor de ideale opnamelocatie. De achterkant deed dienst als Nouvion, de voorkant als het Duitse hoofdkwartier.

### Culturele referenties
De serie is niet bedoeld als parodie op de Tweede Wereldoorlog zelf, maar op de films en televisieseries over deze oorlog. De serie is met name een parodie op een andere BBC-reeks, Secret Army, over een Brusselse verzetsorganisatie die Britse piloten het land uit smokkelt tijdens de Tweede Wereldoorlog.
In de serie wordt de spot gedreven met een aantal clichés over Fransen, Duitsers, Italianen en Engelsen.

### Muziek
De titelsong van de serie is gecomponeerd door David Croft en Roy Moore. Een instrumentale versie ervan is altijd te horen tijdens de intro en aftiteling van de serie, en is gespeeld op een accordeon. Er bestaat ook een versie met tekst van. De officiële titel van het lied is London Calling.
Ook in de serie zelf speelt muziek geregeld een grote rol, vooral omdat in Renés café een piano staat waar lt. Gruber of Leclerc geregeld op speelt. Meestal worden ze begeleid door het gezang van Edith. De muziek die in het café gespeeld wordt, doet vaak denken aan film- en theatermuziek uit de jaren 30 van de 20e eeuw.
Van tijd tot tijd zijn het Franse volkslied La Marseillaise en het Duitse volkslied Deutschlandlied in de serie te horen.

### Talen
In de serie worden zogenaamd de volgende talen gesproken: Frans, Duits, Italiaans, Spaans, Zweeds (in seizoen 6) en Engels. In werkelijkheid spreken alle acteurs Engels, maar met verschillende accenten om de verschillende talen te benadrukken. De Britten in de serie spreken met een opvallend deftig accent, en gebruiken typisch Britse woorden en uitdrukkingen, zoals chinwag (babbeltje), chaps (kerels) en peckish (hongerig). Fransen noemen zij Frogs en Duitsers Jerries. Bijna alle personages kunnen elkaar verstaan, maar er is een taalbarrière tussen de Fransen en de Britse piloten, net als tussen de Britten en de Duitsers.
Door deze taalbarrière kon er een gimmick worden ingebouwd rondom het personage van officer Crabtree. Crabtree is een Brit die maar "zeer matig" Frans spreekt. Om dit effect te benadrukken zegt hij vaak woorden verkeerd, zoals Good moaning, een running gag in de serie. Soms ontstaan zo schuttingwoorden. Voorbeelden zijn: The bummers pissed over on a dick night in plaats van The bombers passed over on a dark night, I was pissing your coffee when I thought I'd drip in for a drunk in plaats van I was passing your cafe when I thought I'd drop in for a drink en Long distance dick in plaats van duck. Echter, dit gebeurt alleen als hij met een "Frans accent" spreekt (dus zogenaamd Frans praat). Als hij in gesprek is met andere Britten is zijn rare uitspraak ineens verdwenen, omdat hij dan "Engels" spreekt.
Later wordt er ook een andere grap opgevoerd met kapitein Hans Geering in Londen; oorspronkelijk sprak hij met een Duits accent en een nog schuchtere, hoge stem. Wanneer hij in Londen echter met Britten praat, spreekt hij met een diepe stem op vrij deftige toon.

## Theater
Het succes van de serie leidde tot een theaterproductie, met een groot deel van dezelfde acteurs als in de serie in de hoofdrollen. De theaterserie liep van 1986 tot 1992.
De theatershow werd ook overgenomen in andere landen, met andere acteurs. In 2009 kwam er in Nederland een theaterversie van  'Allo 'Allo!, geproduceerd door 3 and a Crowd Entertainment. De première had plaats op 24 januari in Zoetermeer. In de theatervoorstelling is het publiek te gast in het café van René Artois.

### Korte inhoud
René Artois vertelt in het kort dat hij getrouwd is met Edith, een affaire heeft met zijn twee diensters die dit niet van elkaar mogen weten en dat hij tegen zijn wil in lid is van het verzet. Verder heeft hij twee salami's waarvan een het originele schilderij van The Madonna bevat en het andere een vervalsing. Ook verbergt hij twee Britse piloten die naar Engeland moeten worden gesmokkeld. Hij heeft contact met Londen over een radiozender, maar deze is defect.
Leclerc, vermomd als verkoper van papegaaien en kaketoes, komt het café binnen. Een van de kaketoes is een nepexemplaar en bevat een microfoon in de bek en een luidspreker in de buik. De radio wordt aangezet via de cloaca.
Von Strohm en Gruber vernemen dat Von Schmelling naar Nouvion afreist om het schilderij op te halen en om het te overhandigen aan Hitler. Ook Herr Flick verneemt dit. Von Strohm en Gruber enerzijds en Herr Flick en Helga anderzijds gaan naar het café om hun salami op te eisen. Het is pas dan dat René van Edith verneemt dat zij het echte schilderij uit de salami heeft gehaald en ergens anders heeft verstopt. Bijgevolg is René genoodzaakt om aan Herr Flick een lege salami te geven en aan Von Strohm eentje met de vervalsing. Wanneer Von Schmelling dan het café betreedt, heeft hij honger. Hij eist dat Herr Flick zijn salami aansnijdt. Herr Flick weigert dit met het argument dat hij het petekind is van Heinrich Himmler. Vervolgens eist Von Schmelling dat Von Strohm zijn salami aansnijdt wat ook gebeurt. Op deze manier geraakt de vervalsing beschadigd, maar Von Strohm en Gruber denken dus dat dit het originele schilderij is.
Om de Duitsers te paaien zegt René aan Von Strohm en Gruber dat hij hen een verkeerde salami heeft gegeven en dat het originele schilderij nog veilig is. Herr Flick, die niets in zijn salami vond, start een onderzoek.
Later wordt vernomen dat Hitler in hoogsteigen persoon naar Nouvion komt. Herr Flick beslist om zich als Hitler te verkleden en alzo het schilderij in ontvangst te nemen. Hij weet echter niet dat Gruber, Von Strohm, Leclerc, Mimi en Edith elk exact hetzelfde van plan zijn. Wanneer Von Schmelling dan aankomt in het café, zijn er dan ook heel wat Hitlers. René kan Von Schmelling overtuigen dat zij zich enkel zo hebben verkleed uit respect voor de führer.
Met een nieuwe list kan René en zijn personeel het originele schilderij veiligstellen en de Duitsers een vervalsing bezorgen zonder dat ze dit beseffen.

### Rolverdeling
- Alfred van den Heuvel - René Artois
- Esther Roord - Edith
- Vannessa Timmermans - Helga, Yvette
- Hilke Bierman - Michelle, Mimi
- Danny Houtkooper - Leclerc, Von Strohm
- Barry Beijer - agent Crabtree
- Sander Volders - Herr Flick, Kapitein Alberto Bertorelli

## Trivia
- Hilary Minster (Generaal Von Klinkerhoffen), Richard Marner (Kolonel Von Strohm), Guy Siner (Luitenant Gruber) en John D. Collins (RAF-piloot Fairfax) speelden ook kleine rollen in de originele serie Secret Army.
- David Janson (in de laatste reeks de vertolker van Herr Flick) speelde ook in aflevering 75 van 'Allo 'Allo! mee als een Duitse korporaal die voor Hitler speelt, maar per ongeluk wordt opgeblazen.
- Verschillende hoofdrolspelers waren ten tijde van het draaien van de serie al op relatief hoge leeftijd. Binnen 15 jaar na het eindigen van de serie waren daardoor al verschillende acteurs overleden, zoals de vertolkers van Madame Edith, Madame Fanny, Monsieur Alphonse, kolonel Von Strohm, generaal Von Klinkerhoffen en Engelbert von Smallhausen. De eerste twee vertolkers van Monsieur Leclerc overleden al toen de serie nog draaide.
- De serie werd in 96 landen uitgezonden, maar tot 2010 nog niet in Duitsland. In 2008 kocht de Duitse omroep ProSiebenSat1 de serie aan, om hem vanaf 15 februari 2010 uit te zenden.
- In 2021 besliste de BBC dat voor de start van de aflevering een boodschap moet getoond worden dat de serie gedateerd is, de personages gebaseerd zijn op stereotypes en de seksuele ondertoon van de serie niet strookt met de normen van nu.[5]